# Freddy's Dead: The Final Nightmare
Cái chết của Freddy: Cơn ác mộng cuối cùng (tựa tiếng Anh: Freddy's Dead: The Final Nightmare) là một bộ phim kinh dị năm 1991 của Mỹ, nó là bộ phim thứ 6 trong loạt phim A Nightmare on Elm Street của tên sát nhân trong mộng Freddy Krueger. Mọi người đều nghĩ bộ phim này sẽ là phim cuối cùng của loạt phim, nhưng không ngờ nó còn có phần tiếp theo là Wes Craven's New Nightmare và Freddy vs. Jason. Đây cũng là bộ phim đầu tiên của hãng New Line Cinema phát hành dưới dạng 3-D.

## Nội dung
Freddy Krueger đã giết gần như toàn bộ trẻ em và thiếu niên ở thị trấn Springwood, Ohio. Người thiếu niên duy nhất còn sống sót được biết với tên John Doe đã gặp Freddy trong giấc mơ và thức dậy ở bên ngoài Springwood. Anh không thể nhớ mình là ai và tại sao lại ở bên ngoài Springwood.
Ở trại cải huấn, Spencer, Carlos và Tracy lên kế hoạch bỏ trốn khỏi nơi đây để đến California. John sau đó được cảnh sát đưa về trại cải huấn và trở thành bệnh nhân của bác sĩ Maggie Burroughs. Maggie chú ý đến mảnh báo trong túi John từ Springwood. Để giúp John phục hồi trí nhớ, Maggie quyết định cả hai sẽ cùng đến Springwood. Spencer, Carlos và Tracy trốn sẵn trên chiếc xe để bỏ trốn, nhưng họ bị phát hiện.
Spencer, Carlos và Tracy sau khi cố gắng rời khỏi Springwood đã vào nghỉ ngơi trong căn nhà hoang gần đó, nó biến thành căn nhà 1428 Elm Street. John và Maggie khám phá ra Freddy từng có một đứa con. John tin rằng anh chính là đứa con vì Freddy để anh sống. Trở lại Elm Street, Carlos và Spencer ngủ quên và bị Freddy giết trong giấc mơ. Maggie và Tracy đưa John về lại trại cải huấn. Trên đường về, John cũng bị Freddy giết, trước khi tiết lộ con hắn là một đứa con gái. John cho Maggie biết điều này trước khi anh chết. Về trại cải huấn, không ai còn nhớ đến John, Carlos hay Spencer ngoại trừ Doc, người biết kiểm soát giấc mơ của mình. Họ biết được rằng Maggie chính là con gái của Freddy. Tên thật của cô là Katherine Krueger, sau này được đổi thành Maggie Burroughs.
Freddy có được sức mạnh cũng nhờ vào những con ác quỷ giấc mơ, và hắn cũng có thể bị giết nếu ra ngoài thế giới thực. Maggie quyết định cô sẽ là người vào giấc mơ kéo Freddy ra thế giới thực. Trong thế giới giấc mơ, Maggie nhìn thấy được quá khứ của Freddy: hắn bị chọc ghẹo khi còn nhỏ, bị sỉ nhục bởi người bố nuôi và chính tay hắn giết chết vợ mình. Sau một hồi vật lộn, Maggie đã kéo Freddy ra thế giới thực.
Maggie và Freddy đánh nhau, Maggie dùng vài món vũ khí tấn công Freddy, rồi cô chiếm lấy cái găng tay móng vuốt của hắn. Maggie đâm vào bụng Freddy bằng chính cái găng tay của hắn. Tracy ném một quả bom ống cho Maggie, rồi Maggie dùng quả bom đâm vào ngực Freddy. Cô nói "Chúc mừng Ngày của Cha", hôn Freddy và bỏ chạy. Ba con ác quỷ giấc mơ bay ra khỏi người Freddy sau khi quả bom giết hắn. Maggie cười với Tracy và Doc, nói rằng bố cô đã chết.

## Diễn viên
- Robert Englund vai Freddy Krueger
- Lisa Zane vai Maggie Burroughs / Katherine Krueger
- Shon Greenblatt vai John Doe
- Lezlie Deane vai Tracy
- Breckin Meyer vai Spencer Lewis
- Ricky Dean Logan vai Carlos
- Yaphet Kotto vai Doc
- Lisa Wilcox vai Alice Johnson
- Tobe Sexton vai Freddy Krueger lúc trẻ
- Lindsey Fields vai Loretta Krueger
- Johnny Depp vai Chàng trai trên tivi
- Tom Arnold vai Người đàn ông không con
- Roseanne Barr vai Ethel
- Alice Cooper vai Edward Underwood